# エル・シャダイ (神)
エル・シャダイ （ ヘブライ語: אֵל שַׁדַּי‎ 、El Shaddai、IPA：[el ʃaˈdaj]）または単にShaddai）は、ユダヤ教の神が『出エジプト記』3章14節でモーセにיהוה（ヤハウェ）という名を告げるまでの呼び名。「全能の神」「満たす神」の意。
イスラエルの神の名前の1つ。 El Shaddaiは、従来、全能の神（ラテン語でDeus Omnipotens）として英語に翻訳されている。
ウガリット語/カナン語でElを「神」または「主」として翻訳することは可能であるが、Shaddaiの文字通りの意味は議論になっている。 エルシャダイという語句の形式は、「El Olam」、「El Elyon」、または「 El Betel」のような名前の場合とまったく同じように、古代近東の神名のパターンに一致する。 そのため、El Shaddaiは、2つの単語間で、いくつかの異なる意味関係を伝達できる。
- Shaddaiという場所のエル
- シャダイの品格によるエル
- Shaddaiとも呼ばれるEl

## 発生
シャダイという名前は聖書に48回、「エルシャダイ」として7回表示される（創世記では5回、出エジプト記では1回、エゼキエルでは1回）。
名前の最初の出現は創世記17：1にある。
「アブラムが九十九歳になったとき主はアブラムに現われ、こう仰せられた。「わたしは全能の神である。あなたは私の前を歩み、全き者であれ。」同様に、創世記35:11で、神はヤコブに「神はまた、彼に仰せられた。『わたしは全能の神である。生めよ。増えよ。一つの国民が、国民の群れが、あなたから出る。王たちがあなたの腰から生まれ出る。』」と言われる。
出エジプト記6：2–3によると、シャダイとはアブラハム、イサク、ヤコブに知られている神の名前であるとする。このようにシャダイは伝統的にアブラハムと関連しているため、ヘブライ語聖書の起源に関するドキュメンタリー仮説によれば、アブラハムの物語をヘブライ語聖書に含めたことで、北部の名前が付けられたともされる。
民数記24：4と16に記録されているバラムのビジョンでは、ビジョンはエルと一緒にシャダイから来ている。 Deir Allaの断片的な碑文では、「Shaddai」は存在しないか、完全には存在しないが、shaddayin が示される（שדין、「d」の発声と同様に、母音は不確か。）。 Shaddaiのこれらは、カナン人の神である申命記32:17と詩篇106：37-38のŝedim（שדים）で暫定的に特定されている。
Shaddai（ヘブライ語：שַׁדַּי）の名前は、Elと並行して後にヨブ記で使用されている。
七十人訳聖書のシャダイ、またはエルシャダイは、しばしば「神」または「私の神」と訳され、少なくとも1部（エゼキエル10：5）で音訳されている（「θεὸςσαδδαΐ」）。他の場所（ヨブ5:17など）では「全能」（「παντοκράτωρ」）に翻訳され、この単語は他の翻訳でも使用される（キングジェームズ聖書など）。
- 荒野や山に関連するシャダイ　　エルンストクナウフによれば、「エルシャダイ」は「荒野の神」を意味し、もともと「d」が2倍になっていなかった。
- 別の理論では、Shaddaiは、Amurruの名前の1つである、Akkadianshadû（ "mountain"）およびshaddā`ûまたはshaddû`a（ "mountain-dweller"）に出現するユダヤ人の幹の派生物であるとされている。この理論はW. F.オルブライトによって一般化された。
- 破壊者を意味　　語根とされる「シャダド」（שדד）は略奪、圧倒、または荒廃させることを意味することから、シャダイが神の側面の「破壊者」を意味し、形容詞の働きをしたとされる[訳語疑問点]。
- 地名に由来　　シリアのテル・エット・タデインと呼ばれるテル（「二つの胸のテル」）はアモリ語でシャダイと呼ばれていたと推測されている。ツットゥルと呼ばれる地域には青銅器時代の都市があったとされる。これはシュメール語で「2つの胸」を意味する。
- 乳房を意味　エルシャダイは、YHWHが男性的である一方で、神の女性的な側面であると考えられている。   その他英語サイト参照

## 後期ユダヤ人の伝統におけるシャダイ

### 「十分」と言った神様
一般的なShaddaiという言葉の解釈は、ヘブライ語の不変化関係詞she-（子音シン/ʃ/と母音セゴール/e/の後にダゲッシュが続く）、またはこの場合のように、sha-（子音シン/ʃ/と母音パタフ/a/の後にダゲッシュが続く）で構成されるというもの。ダゲッシュを含む名詞は「十分」を意味するヘブライ語のdaiである。
これは、過越祭のHaggadah, Dayeinuで使用された言葉と同じであり、「十分であった」という意味。Dayeinuの歌では、エジプトの奴隷からイスラエル人を解放する間に神が実行されたさまざまな奇跡を祝う。
タルムードはこのように説明しているが、「Shaddai」は「Mi she'Amar Dai L'olamo」（ヘブライ語：מישאמרדילעולמו）–「彼の世界に「十分」と言った彼の略。彼が地球を形成していたとき、彼はある時点でプロセスを止め、創造が完全に完了するのを差し控えたので、この名前は創造を止める神の力を体現している。
Resh Laqish(200年頃-275年頃) のハギガーには
「私はエル・シャダイ（創世記35:11）であるか？私は世界に「十分！」といったその者だ。」と書かれている。
また、「聖なる、彼に祝され、創られた海が、1時間の間に広がり始め、聖なる、彼に祝され、叱責された。そして海はその言われたとおりに乾き、すべての川川は荒涼とした。（ナホム書1-4）」とも記している。